# Up and Under

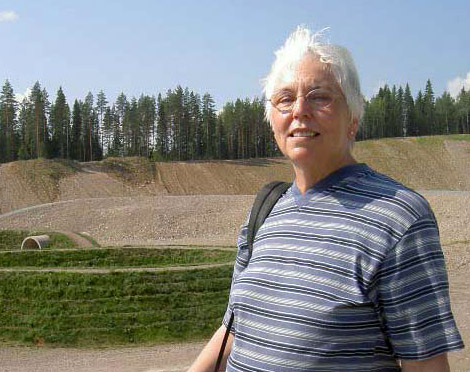
Nancy Holt vid Up and Under, 2012

Up and Under är ett jordkonstverk i ett sandtag i Pinsiö i Tavastkyro i Birkaland i Finland, skapat av Nancy Holt och anlagt 1997–1998.
Up and Under är ett av de två verk som Nancy Holt uppfört i Europa. Det andra är installationen Avignon Locators från 2012, som finns på Avignon Université i Avignon i Frankrike. (43°56′58″N 4°49′07″Ö / 43.94944°N 4.81861°Ö).
Den lokala miljökonstgruppen Strata i Pinsiö började 1986 planera för ett internationellt miljökonstverk och fick genom bildkonstnären Osmo Rauhala kontakt med Karl Katz, som var chef för Metropolitan Museum of Art i New York och som besökte byn 1989. Nancy Holt kom sedan till Pinsiö 1990 och valde ut platsen. Hon överlämnade sedan ett slutligt arbetsförslag och bilder av en modell 1993. Efter diverse problem som hade att göra med att sandtaget låg i ett vattentäktområde, uppfördes verket 1997–1998.
Verket består av en slingrande jordhög, genomborrad av en vertikal tunnel och sju horisontella tunnlar, av vilka senare några är lagda i linje med geografiska norr. Det finns också tre grunda vattenbassänger runt omkring. 
Up and Under förföll under årens lopp på grund av bristande tillsyn. Det renoverades slutligen 2012–2013 av Nokia stad under ledning av kuratorn Pekka Ruuska.

## Bildgalleri

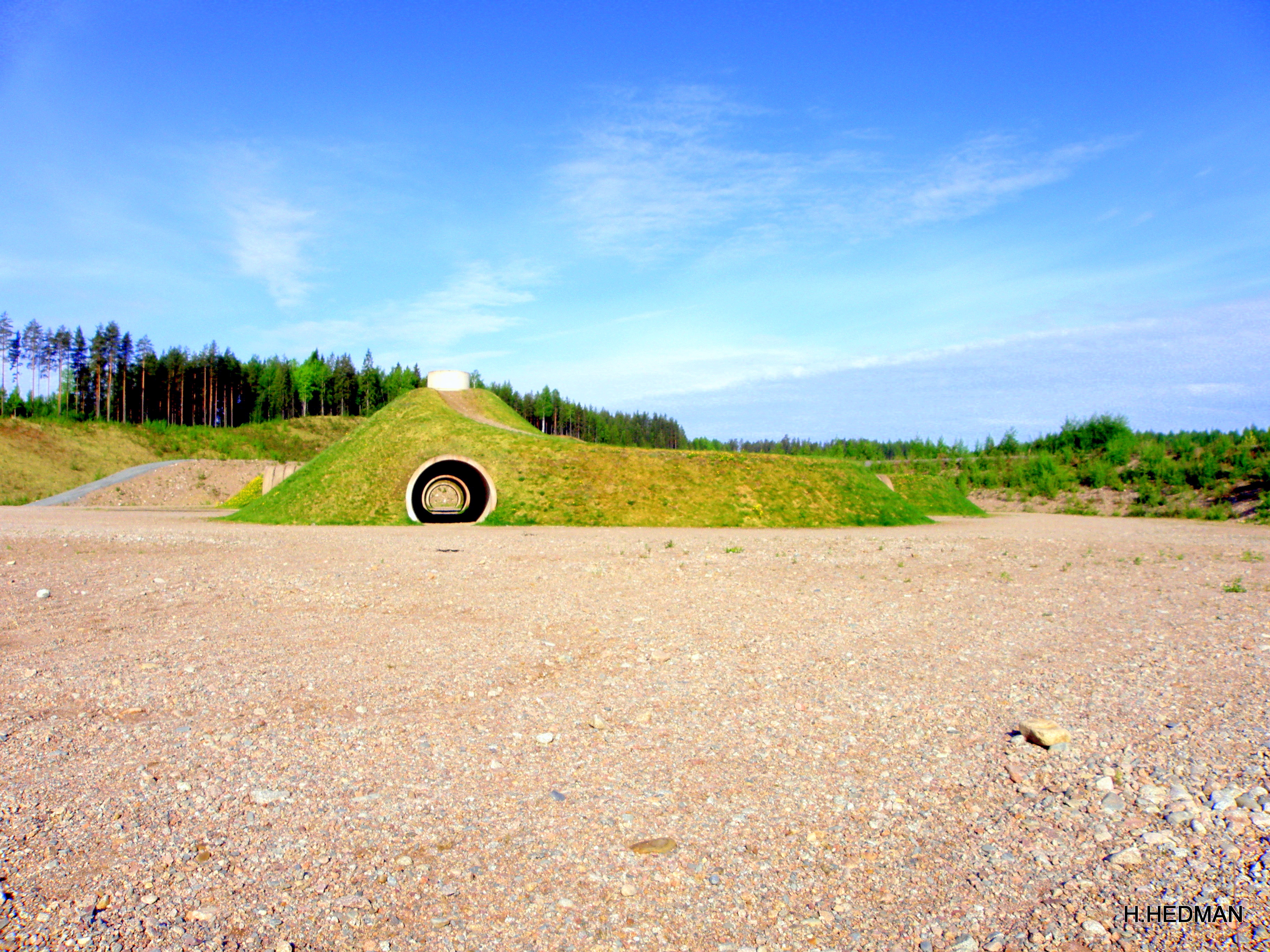
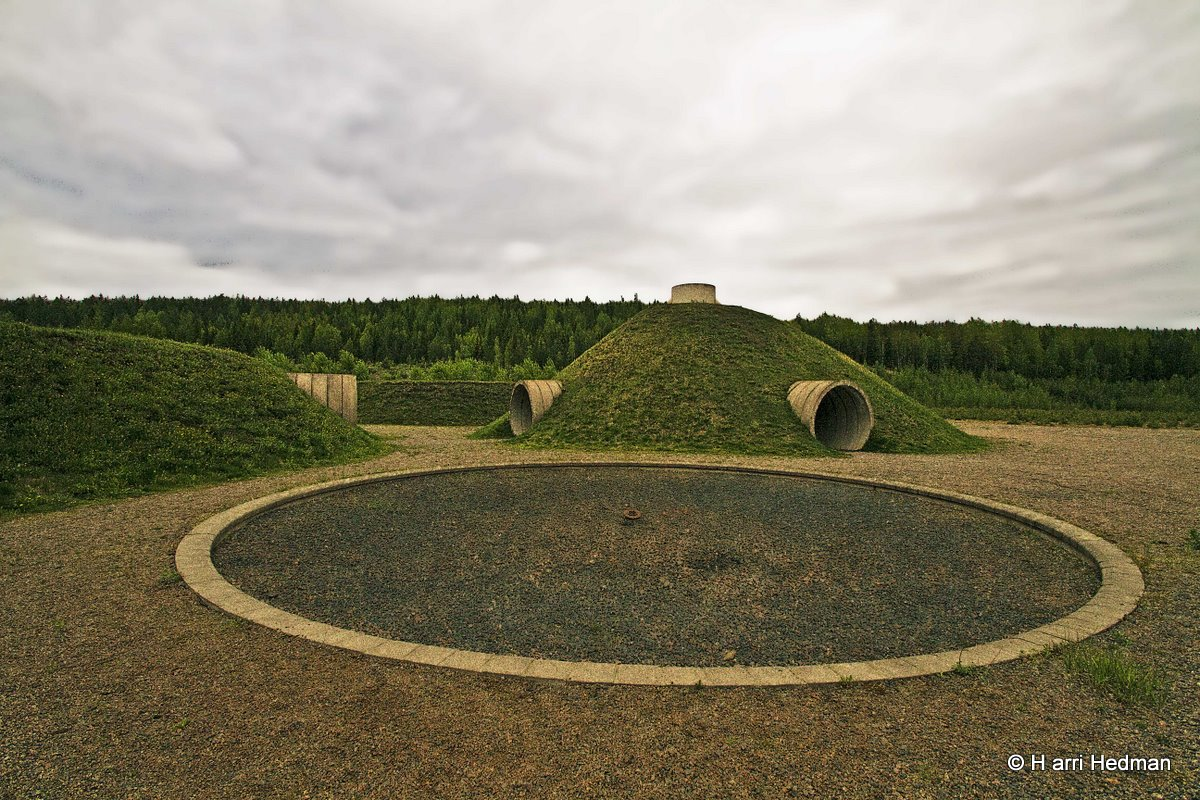
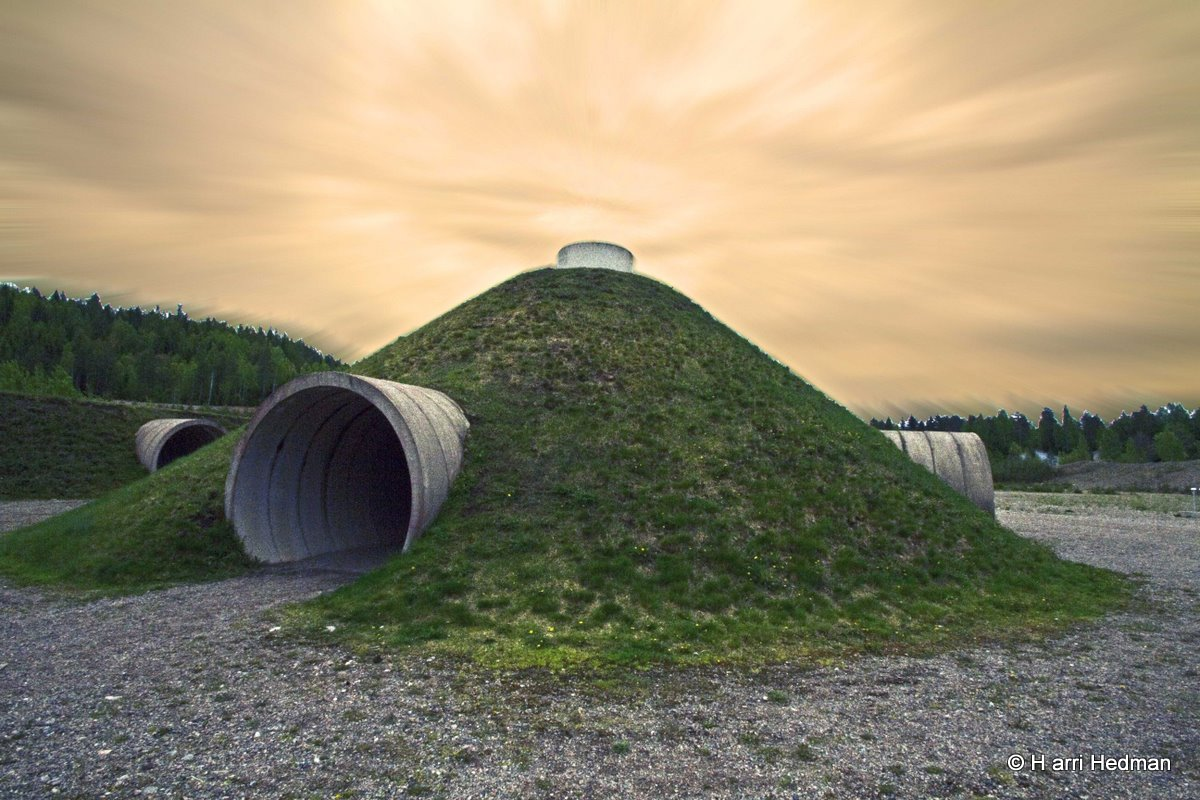
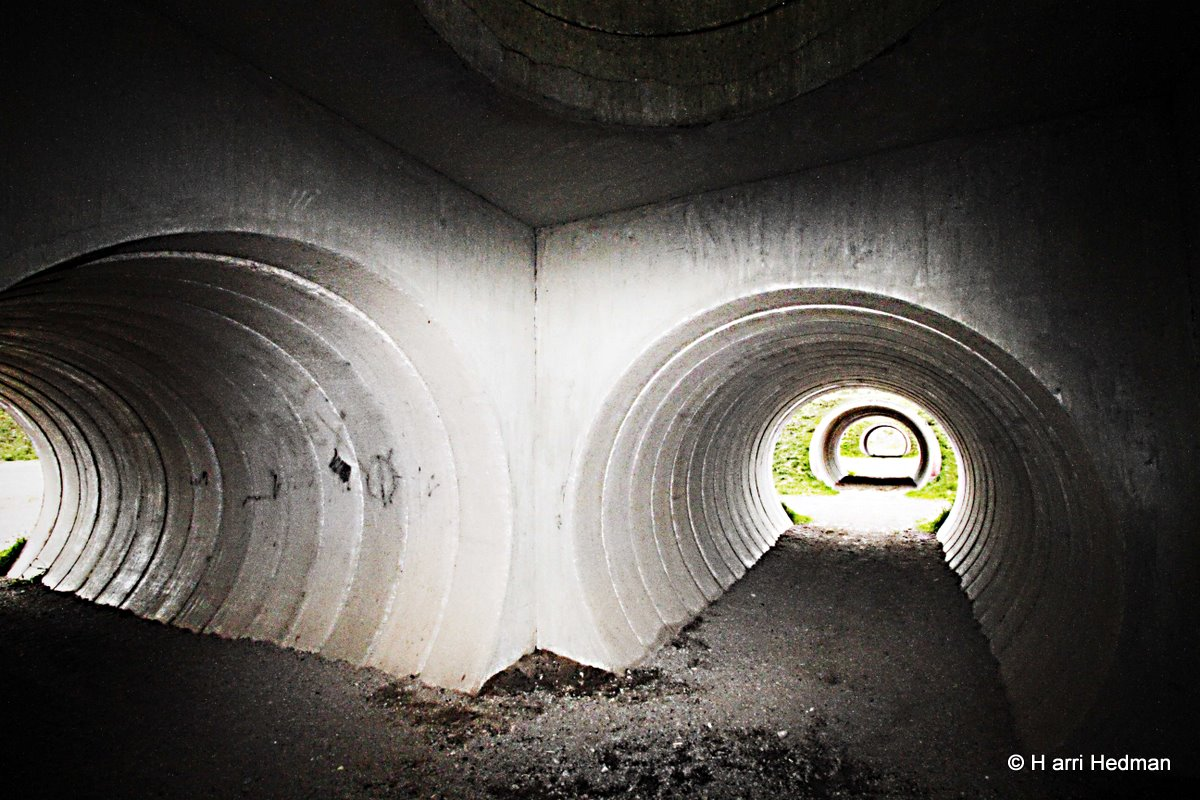